# Mario Toso
Mario Toso (Mogliano Veneto, 2 luglio 1950) è un vescovo cattolico e filosofo italiano, dal 19 gennaio 2015 vescovo di Faenza-Modigliana.

## Biografia
Nasce a Mogliano Veneto, in provincia e diocesi di Treviso, il 2 luglio 1950.

### Formazione e ministero sacerdotale
Il 16 agosto 1967 professa i voti nella Società salesiana di San Giovanni Bosco.
Consegue la laurea in filosofia presso l'Università Cattolica del Sacro Cuore di Milano, la licenza in filosofia presso l'Università Pontificia Salesiana di Roma e la licenza in teologia presso la Pontificia Università Lateranense di Roma.
Durante il periodo di studio a Milano, nel 1971, viene inizialmente accusato di aver commesso il delitto della Cattolica, avendo ritrovato per primo il corpo di Simonetta Ferrero, ma viene scagionato poco dopo.
Il 22 luglio 1978 è ordinato presbitero, a Campodarsego, dal vescovo Girolamo Bartolomeo Bortignon.
Dal 1980 è docente di filosofia presso l'Università Pontificia Salesiana e, dal 1991, professore ordinario di filosofia teoretica; dal 1994 al 2000 è decano della facoltà di filosofia e, dal 2003 al 2009, magnifico rettore della medesima università.
Collabora con papa Benedetto XVI alla stesura dell'enciclica Caritas in veritate.

### Ministero episcopale
Il 22 ottobre 2009 papa Benedetto XVI lo nomina segretario del Pontificio consiglio della giustizia e della pace e vescovo titolare di Bisarcio; succede a Giampaolo Crepaldi, precedentemente nominato arcivescovo, titolo personale, di Trieste. Il 12 dicembre seguente riceve l'ordinazione episcopale, nella basilica di San Pietro in Vaticano, con i vescovi Giovanni D'Ercole e Jean Laffitte, dal cardinale Tarcisio Bertone, co-consacranti il cardinale Renato Raffaele Martino e l'arcivescovo Giuseppe Molinari.
Il 19 gennaio 2015 papa Francesco lo nomina vescovo di Faenza-Modigliana; succede a Claudio Stagni, dimessosi per raggiunti limiti di età. Il 15 marzo prende possesso della diocesi, nella cattedrale di Faenza.
Ha scritto diverse pubblicazioni.

## Genealogia episcopale
La genealogia episcopale è:
- Cardinale Scipione Rebiba
- Cardinale Giulio Antonio Santori
- Cardinale Girolamo Bernerio, O.P.
- Arcivescovo Galeazzo Sanvitale
- Cardinale Ludovico Ludovisi
- Cardinale Luigi Caetani
- Cardinale Ulderico Carpegna
- Cardinale Paluzzo Paluzzi Altieri degli Albertoni
- Papa Benedetto XIII
- Papa Benedetto XIV
- Cardinale Enrico Enriquez
- Arcivescovo Manuel Quintano Bonifaz
- Cardinale Buenaventura Córdoba Espinosa de la Cerda
- Cardinale Giuseppe Maria Doria Pamphilj
- Papa Pio VIII
- Papa Pio IX
- Cardinale Gustav Adolf von Hohenlohe-Schillingsfürst
- Arcivescovo Salvatore Magnasco
- Cardinale Gaetano Alimonda
- Cardinale Agostino Richelmy
- Vescovo Giuseppe Castelli
- Vescovo Gaudenzio Binaschi
- Arcivescovo Albino Mensa
- Cardinale Tarcisio Bertone, S.D.B.
- Vescovo Mario Toso, S.D.B.